# Colonia di Louisbourg
La Colonia di Louisbourg (francese: l'Île-Royale) è stata una colonia francese dell'isola del Capo Bretone dal 1713 al 1758. Questa colonia era importante da un punto di vista strategico perché permetteva l'accesso al San Lorenzo dove si trovava il cuore della Nuova Francia. Venne conquistata dai britannici durante la guerra franco-indiana.

## Colonia
Il trattato di Utrecht obbligò la Francia di cedere alla Gran Bretagna la colonia di Plaisance e l'Acadia, tuttavia conservò il diritto di pesca. L'Isola del Capo Bretone, rimasta alla Francia, divenne una colonia strategica sia dal punto di vista militare sia dal punto di vista economico. Dal 1713 giunsero molti migranti originari da Plaisance.
Nel 1714, dopo lunghe discussioni, venne scelta come capitale Havre-à-l'Anglais, ribattezzata Port-Louis in onore del re, tuttavia per u breve periodo la capitale fu Port-Dauphin. Nel 1719 Filippo d'Orléans ordinò di riportare la capitale a Havre-à-l'Anglais rinominandola Louisbourg.
La nuova colonia non comprendeva solo il Capo Bretone, ma anche l'Isola del Principe Edoardo e l'Isola della Maddalena. Era parte integrante della Nuova Francia ed aveva un proprio governatore. Primo governatore fu Philippe Pasteur de Costebelle.
Nel 1719 iniziò la costruzione della fortezza di Louisbourg, i cui lavori terminarono, almeno per la maggior parte, nel 1728. Sebbene la fortezza di Louisbourg venne soprannominata la Gibilterra dell'America del Nord, per un europeo dell'epoca era una modesta fortificazione.
Negli anni Venti la città di Louisbourg divenne uno dei principali porti di pesca della Nuova Francia.
Nel 1713 risiedeva solo un francese nell'Isola del capo Bretone, oltre a qualche decina di indiani Micmac; a metà Settecento la popolazione arrivò a quasi tremila abitanti. La popolazione era originaria dalle province nordoccidentali. La popolazione era prevalentemente maschile.
Nell'isola del Capo Bretone, nonostante gli sforzi delle autorità, arrivarono poche famiglie acadiane.

## Conflitti anglo-francesi
Per alcuni decenni la colonia di Louisbourg visse in pace e in prosperità. La pesca del merluzzo nell'Île Royale era assai più redditizio che quello delle pellicce in Canada. I funzionari britannici, primo tra tutti William Shirely, erano invidiosi del successo commerciale della colonia di Louisbourg.
Nel 1745 i britannici occuparono Louisbourg durante la guerra di successione austriaca. L'occupazione di Louisbourg durò tre anni quando venne restituita alla Francia con il Trattato di Aquisgrana.
Nel 1754 scoppiò la guerra franco-indiana, teatro nordamericano della Guerra dei Sette anni, che vide la Francia e la Gran Bretagna scontrarsi per la superiorità in America settentrionale. Il primo ministro britannico William Pitt era cosciente che, dopo aver preso Louisbourg, la Nuova Francia sarebbe annientata. In forte superiorità numerica, i britannici riuscirono a conquistare Louisbourg il 27 luglio 1758. Dopo la capitolazione, i funzionari e i soldati francesi divennero prigionieri di guerra; i civili furono deportati. Il 7 ottobre 1758 re Giorgio II di Gran Bretagna emise un proclama che annetteva l'isola del Capo Bretone alla Nuova Scozia, statuto che cessò nel 1784, quando divenne una colonia distinta. L'Île Royale divenne Cape Breton Island e l'Île Saint-Jean divenne Saint John Island, diventata nel 1798 Prince Edward Island.